# Amir Roughani
Amir Roughani (* 15. Juli 1975 in Isfahan, Iran) ist ein deutscher Unternehmer iranischer Herkunft.

## Werdegang
Roughani flog im Sommer 1987 als Elfjähriger während des Iran-Irak-Kriegs von Iran nach Berlin, wo bereits seit einem Jahr sein drei Jahre älterer Bruder lebte, den er ein Jahr zuvor bereits besucht hatte. Seine Eltern wollten so verhindern, dass er schon als Teenager zum Militär eingezogen würde. Nach eigenen Angaben besaß er damals nicht mehr als einen Koffer und 100 DM in bar. Nachdem er politisches Asyl beantragt hatte, wohnte er gemeinsam mit seinem Bruder in einem Kinderheim und besuchte die Thomas-Morus-Oberschule, eine Brennpunktschule in Berlin-Neukölln. Mit vierzehn Jahren kam Roughani über einen Erzieher zum Sportkegeln, ein Jahr darauf wurde er Berliner Jugendmeister, später trat er für den Kegelklub Rot-Weiß Berlin in der Kegel-Bundesliga (Bohle) an.
Fünf Jahre nach seiner Ankunft in Berlin begann Roughani bei dem Pharmahersteller Schering AG eine Ausbildung zum Chemikanten. Nach der Ausbildung holte er parallel zur Schichtarbeit seine Fachhochschulreife nach und begann ein Studium der Verfahrenstechnik, das er allerdings bereits nach einem Semester wieder abbrach. Stattdessen absolvierte er ein Studium im Wirtschaftsingenieurwesen. Anschließend arbeitete Roughani zunächst für einen Münchner IT-Dienstleister und wechselte auf dem Höhepunkt der sogenannten Dotcom-Blase als Key Account Manager für Verschlüsselungstechnologien zur Kirch-Gruppe. Nach deren Insolvenz 2002 machte sich Roughani mit einem Bankkredit sowie einem Darlehen seiner Eltern selbständig und gründete in Garching bei München die AXIS Engineering GmbH, die 2004 mit fünfzehn Mitarbeitern als Entwicklungsdienstleister für BMW tätig war. 2008 firmierte er das Unternehmen zur Vispiron AG um und diversifizierte nach und nach das Portfolio unter anderem auf Mess- und Updategeräte für Autos, IT- und Mechatroniksysteme sowie Messtechnik für die Maschinenbau- und Automobilindustrie wie z. B. die Entwicklung eines elektronischen Fahrtenbuchs. 2011 zählte Vispiron 250 Mitarbeiter, bis 2016 wuchs das Unternehmen auf knapp 400 Mitarbeiter.
2007 wurde Roughani vom Sparkassenverband Bayern mit dem Bayerischen Gründerpreis in der Kategorie „Aufsteiger des Jahres“ ausgezeichnet. Im Rahmen der Integrations-Kampagne „Vielfalt als Chance“ des Beauftragten der Bundesregierung für Migration, Flüchtlinge und Integration war Roughani Hauptdarsteller eines TV-Spots. 2009 wurde Roughani von der Zeitschrift Junge Karriere als Preisträger „Karriere des Jahres im Mittelstand“ ausgezeichnet. 2014 wurde er mit dem Wirtschaftspreis Entrepreneur des Jahres ausgezeichnet. 2016 zählte Roughani zu den Hauptdarstellern in dem u. a. auf dem Vancouver International Film Festival prämierten Dokumentarfilm Power to Change – Die EnergieRebellion.
Zahlreiche Medien wie die Frankfurter Allgemeine Zeitung, Süddeutsche Zeitung, Die Welt, das Manager Magazin, BR alpha, die Talkshow Eins zu Eins, das Verbrauchermagazin Kaffee oder Tee, die Mittelbayerische Zeitung und das Handelsblatt porträtierten Roughani oder veröffentlichten Interviews mit ihm.